# Kerstin Munski
Kerstin Munski née le 13 juin 1970 à Berlin-Est, est une ancienne cycliste allemande, spécialiste du BMX.

## Palmarès en BMX

### Championnats du monde
- I.BMX.F./FIAC 1992
  - 3e du Championnats du monde
- 1996
  -  Médaillée de bronze au championnat du monde

### Championnats d'Europe
- 1996
  -  Championne d'Europe
- 1997
  -  Médaillée de bronze au championnat d'Europe
- 1998
  -  Championne d'Europe

### Autres
- 1991
  - The Swatch UCI-BMX World Challenge - Étape de Sandnes (Norvège) : 3e
- 1996
  - World Cup Series 1996
  - Women's ranking 1996
  - The Swatch UCI-BMX World Challenge - Étape de Porlamar (Venezuela) : 1re
  - The Swatch UCI-BMX World Challenge - Étape de Valkenswaard (Pays-Bas) : 1re
- 1997
  - World Cup Series 1997 : 2e